# Chikkamalali, Channagiri
Chikkamalali là một làng thuộc tehsil Channagiri, huyện Davanagere, bang Karnataka, Ấn Độ.